# Parafilija
V filogenetiki se skupina organizmov imenuje parafiletska (grško para = blizu in phyle = rasa), kadar vsebuje najbolj nedavnega skupnega prednika, ne vsebuje pa vseh potomcev tega prednika.   
Skupine, ki vključujejo vse potomce najbolj nedavnega prednika, v splošnem imenujemo monofiletske.
Včasih se uporablja tudi izraz holofiletski. Tehnično gledano si pojma nista enakovredna. Izvorno  se je izraz monofiletska skupina uporabljal za skupino, ki je vključevala najbolj nedavnega skupnega prednika svojih članov (grško monos = ena) in bi tako bila v sodobnem pomenu besede bodisi monofiletska ali parafiletska; holofiletska skupina pa je vključevala vse potomce najbolj nedavnega skupnega prednika (grško holos = celota) in je bila tako v sodobnem pomenu besede monofiletska. Vendar pa je v sodobni praksi izraz monofiletski izgubil svoj prvotni pomen in nadomestil termin holofiletski, ki se v glavnem več ne uporablja.
Tehnično, v izvornem pomenu besed, je parafiletska skupina monofiletska skupina, iz katere je eden od kladov izključen in tvori samostojno skupino (kot npr. pri zgledu s plazilci in ptiči, ki je prikazan na sliki). Parafiletsko skupino lahko popravimo bodisi tako, da jo razširimo in vanj vključimo manjkajoči klad, ali pa jo razdelimo v sestavne dele.
Skupina, ki ne vsebuje najbolj nedavnega skupnega prednika, se imenuje polifiletska (grško polys = mnogo).
Te opredelitve so se razvile v razpravah, ki so v 1960. in 70. letih spremljale razvoj kladistike (klad je izraz za monofiletsko skupino). Pred tem časom je razlikovanje med mono- in polifiletskimi skupinami temeljilo na vključitvi ali izključitvi najbolj nedavnega skupnega prednika. Pokazalo pa se je, da vključitev prednikov v razvrstitev vodi v neizbežne logične nedoslednosti in v nekaterih šolah taksonomije se filogenetski vzorec opisuje izključno v okviru vgnezdenj sestrskih razmerij med znanimi predstavniki taksonov, ne da bi se sklicevali na razmerja med predniki in potomci.
Parafiletske skupine vsebujejo številne starejše klasifikacije, posebno tradicionalni sistemi z delitvijo organizmov na dve do šest kraljestev in s klasično delitvijo vretenčarjev. Po tradicionalni definiciji je npr. parafiletski razred Reptilia, saj izključuje ptiče (razred Aves), ki so se razvili iz plazilcev. Parafiletske skupine so pogosto oblikovane na temelju (sim)-pleziomorfij (podobnosti med predniki namesto (sin)apomorfij (izpeljane podobnosti).
V večini taksonomskih šol, ki temeljijo na kladistiki, se obstoj parafiletskih skupin v klasifikaciji obravnava kot napaka. Nekatere skupine v trenutno sprejetih taksonomijah se bodo pozneje morda pokazale kot parafiletske, zaradi česar bo treba klasifikacije popraviti. Nekateri pa menijo, da je obstoj parafiletskih skupin sprejemljiva žrtev, če je s tem taksonomija bolj sprejemljiva. Drugi trdijo, da so parafiletske skupine za celovito klasifikacijo vključno z izumrlimi skupinami preprosto nujne, saj vsaka vrsta, rod itn. nujno izvirajo iz dela druge(ga). Po nekaterih predlogih bi parafiletske skupine morale biti dovoljene, vendar jasno označene kot take, na primer z zvezdico: Reptilia*. Za take skupine se včasih uporablja izraz »evolucijska stopnja«.